# Cerkiew Wniebowstąpienia Pańskiego w Uluczu
Cerkiew pw. Wniebowstąpienia Pańskiego w Uluczu – zabytkowa cerkiew położona na wzgórzu Dębnik nad Sanem.
Według tradycji powstała w latach 1510–1517 i do niedawna uważana była za najstarszą drewnianą cerkiew w Polsce. Badania dendrologiczne wykazały, że cerkiew powstała w roku 1659 z drewna ściętego o rok wcześniej. Tym samym za najstarsze uznawane są cerkwie w Radrużu i Gorajcu.

## Historia
Według miejscowej legendy cerkiew miała powstać u stóp wzgórza Dębnik, w miejscu, gdzie dziś stoi murowana kapliczka. Zwieziono tu materiały budowlane, lecz te nazajutrz znikły. Odnaleziono je na szczycie wzgórza i z trudem zwieziono na dół. Sytuacja powtórzyła się po raz drugi i trzeci. Wtedy uznano to za znak z nieba i cerkiew zbudowano tam, gdzie w cudowny sposób trafiły materiały.
Początkowo cerkiew wchodziła w skład monastyru bazyliańskiego. Zespół otoczony był dwoma pierścieniami kamiennych murów obronnych o nieregularnych kształtach, wymuszonych ukształtowaniem wzgórza. W linii muru znajdowały się dwie bramy wejściowe z drewnianymi wieżami. Nad bramami (lub tylko nad główną, wschodnią) znajdowały się dzwonnice. Cerkiew przechodziła wiele remontów, podczas jednego z nich zmieniono dach namiotowy nad nawą na ośmioboczną barokową kopułę, jakie budowane były zazwyczaj tylko w bogatych cerkwiach wielkomiejskich. Ostatni poważny remont odbył się w latach 60. XX w., podczas którego wiele elementów wymieniono na nowe, niekoniecznie wiernie odtwarzając stan pierwotny.
W 1744 bazylianie przenieśli się do Dobromila (podobnie, jak mnisi z nieodległej Posady Rybotyckiej) a świątynia służyła do roku 1925 miejscowej ludności. Jedna z wież spłonęła tuż przed II wojną światową. Po 1947 z polecenia dyrektora tutejszego PGR-u rozebrano drugą basztę, mury obronne oraz zdarto blachę z dachów cerkwi.

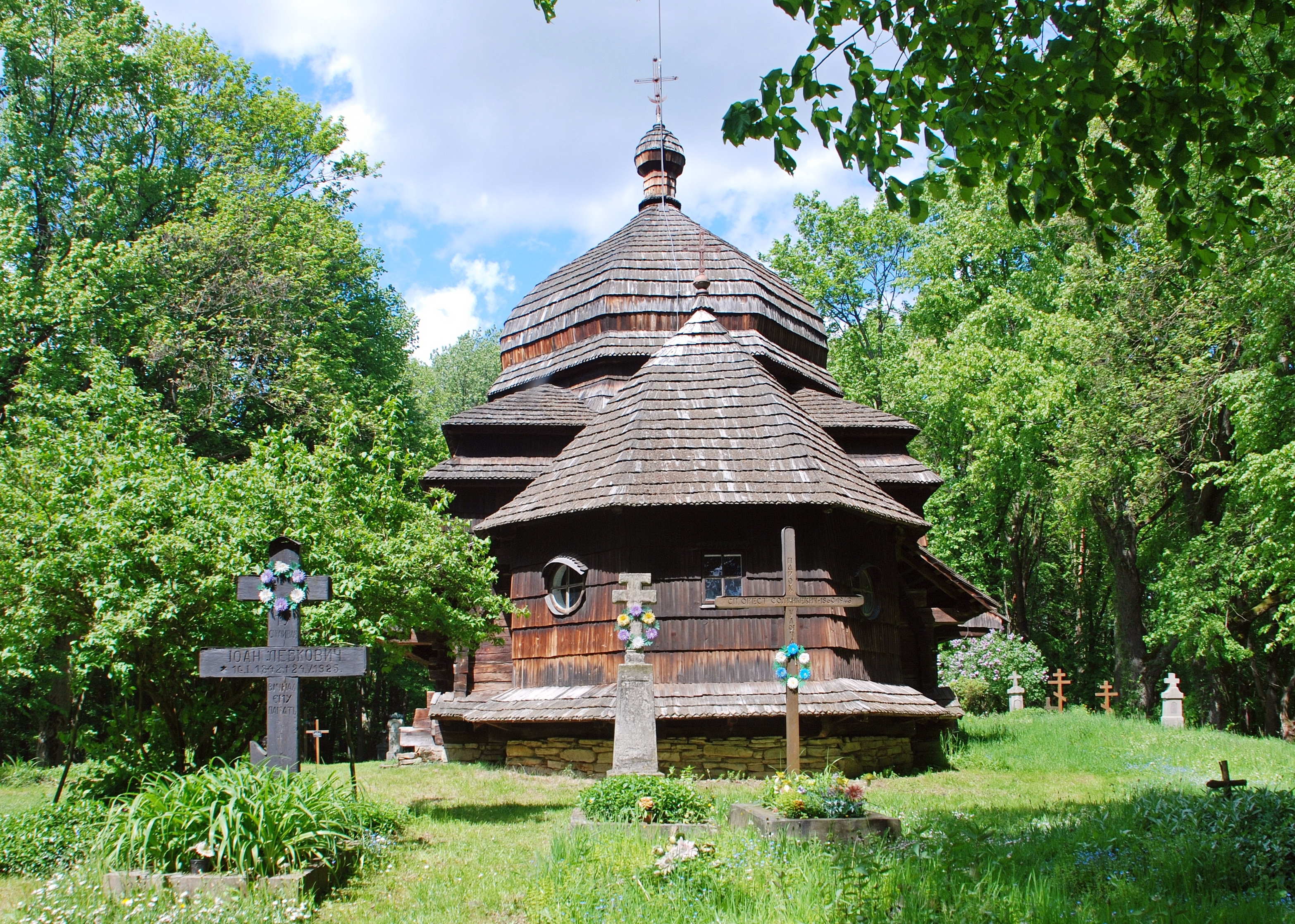
Widok od prezbiterium
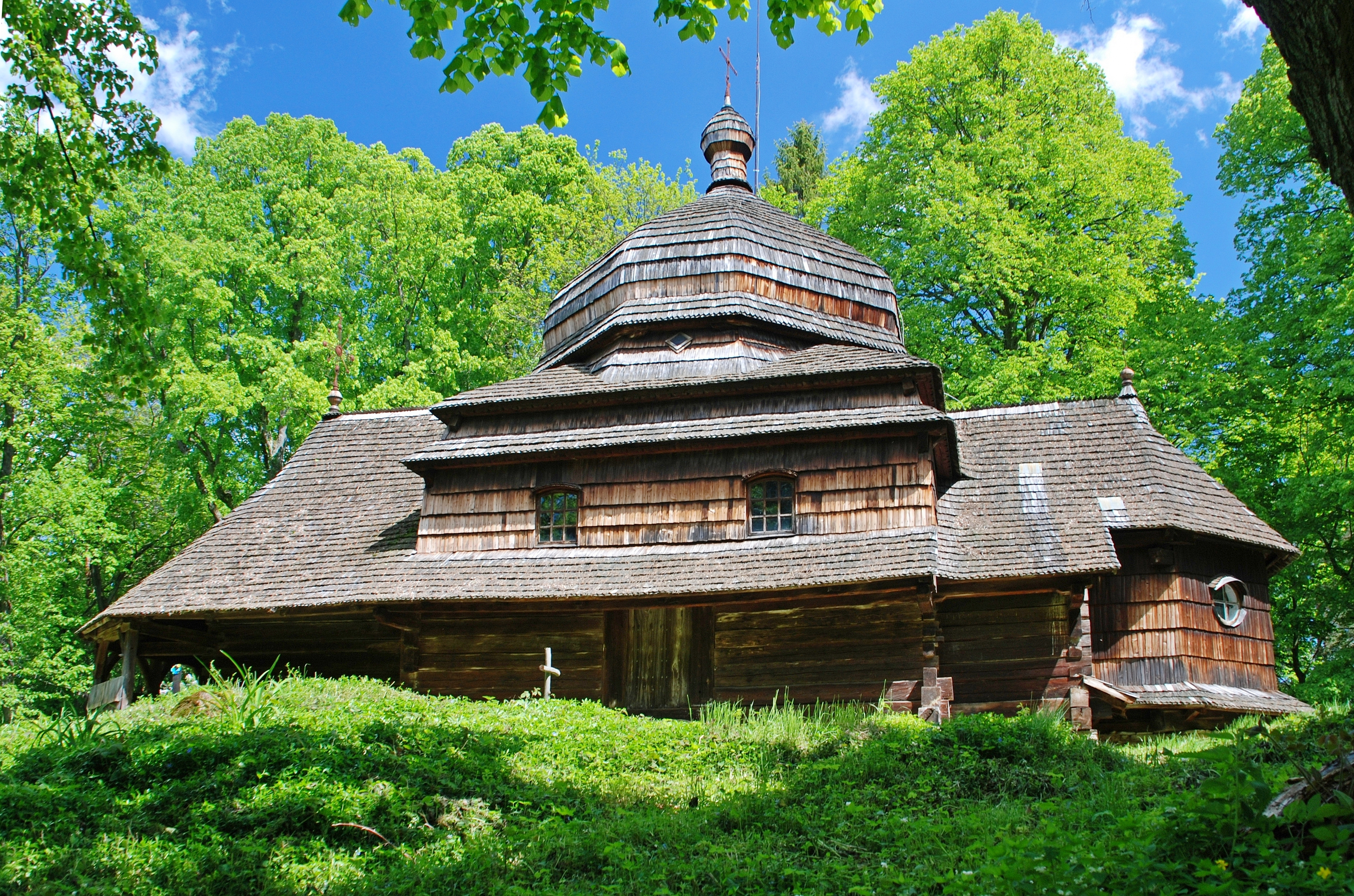
Elewacja południowa
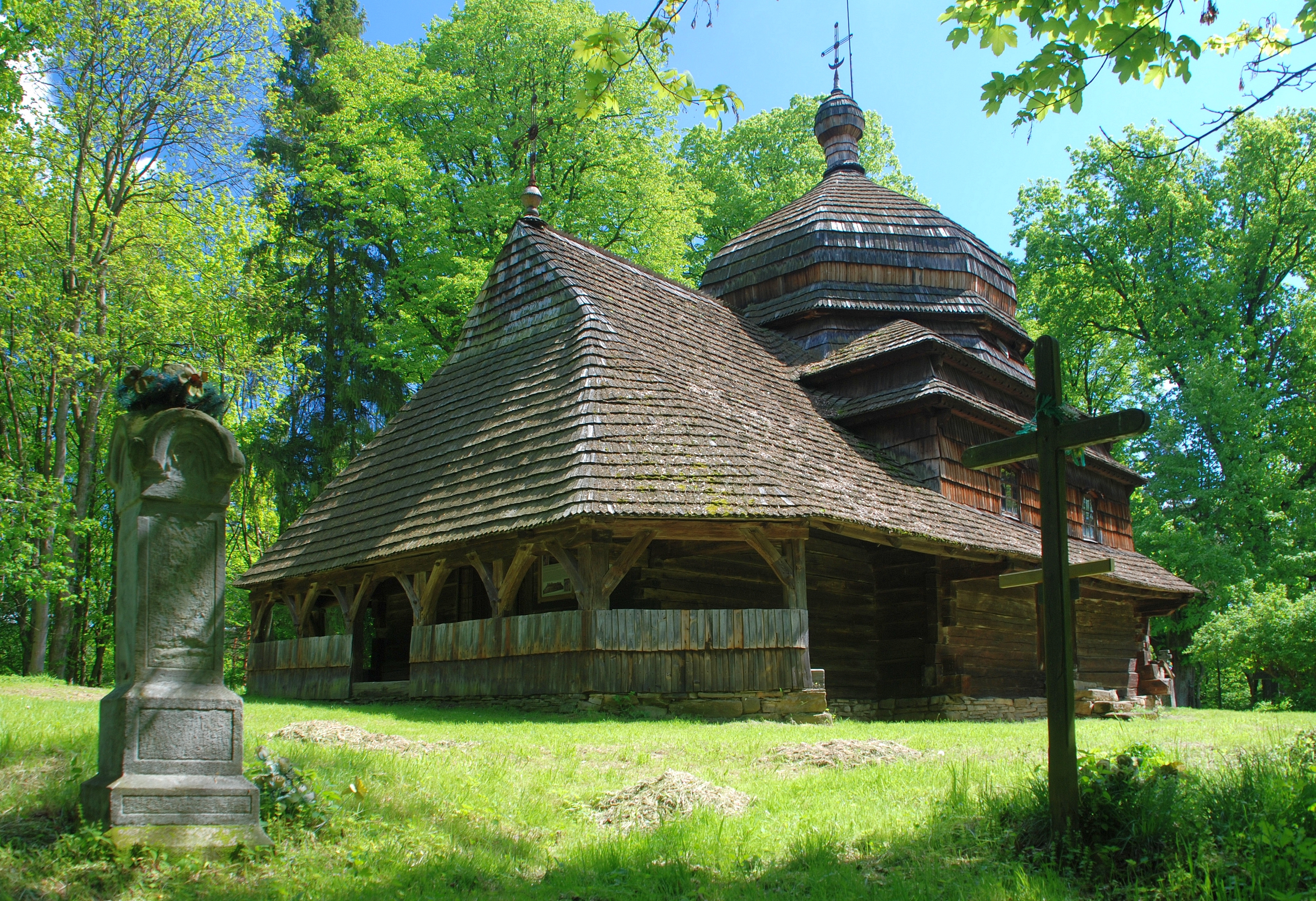
Widok od frontu

## Architektura
Jest to świątynia orientowana, zbudowana z drewna jodłowego, konstrukcji zrębowej, na podmurówce z łamanego kamienia. Trójdzielna: prezbiterium zamknięte trójbocznie, kwadratowa nawa i wydłużony, prostokątny babiniec. Ściany prezbiterium pobite gontem. Nad prezbiterium dach kalenicowy, wielopołaciowy, z połaciami przedłużonymi częściowo nad pastoforia. Nad nawą ośmioboczna kopuła na tamburze, z pseudolatarnią. Nad babińcem dach kalenicowy, wielopołaciowy, obejmujący także podcienia. Dachy i kopuła kryte gontem, zwieńczone żelaznymi krzyżami osadzonymi na ceramicznych kulach. Dwie z nich, nad prezbiterium i babińcem wykonał w 1964 garncarz z Mrzygłodu, Tadeusz Sokołowski.
Po obu stronach prezbiterium pastoforia – prothesis i diakonikon. Występowały one tylko w najstarszych cerkwiach, co było argumentem na rzecz pierwotnego datowania obiektu na początek XVI wieku. Prothesis przeznaczone było do przygotowywania przed nabożeństwem Darów Eucharystycznych (chleba i wina), diakonikon służył do przechowywania szat i naczyń liturgicznych.
Ściany nawy są pobite gontem tylko powyżej daszków sobót. Dolne części nie są szalowane (drewno ma doskonałą wentylację) a przed opadami atmosferycznymi chronią je szerokie soboty. Daszek nad sobotami jest przedłużeniem połaci dachowej znad babińca. Również pastoforia nie są szalowane, dzięki czemu widoczna jest ich zrębowa konstrukcja. Soboty po obu stronach nawy połączone są z szerokimi podcieniami przed babińcem, wspartymi na ośmiu słupach z mieczami.

## Wnętrze
Prezbiterium i babiniec nakryte są zrębowymi sklepieniami kolebkowymi, nad nawą ośmioboczna kopuła z pendentywami. Na wydłużonych belkach w ścianie szczytowej babińca wsparta jest więźba dachowa. Z powodu znacznego oddalenia dachu od sklepienia, doskonale widoczne są z zewnątrz zarówno więźba dachowa jak i sklepienie babińca.
Do wnętrza prowadzą dwa wejścia: od zachodu i od południa. Przy obu prostokątne portale z łukiem w kształcie oślego grzbietu rzeźbionego w nadprożu.
Polichromia figuralna malowana była w latach 1682-1683 przez Stefana Dżengałowicza. Ikonostas wykonany został w 1682 r. przez Stefana Dżengałowicza i Michała Liszeckiego. Polichromia, zachowana na północnej ścianie przedstawia sceny z Męki Pańskiej, rozmieszczone w sześciu rzędach. Podczas remontu w latach 60. XX w. zachodziła potrzeba wymiany części spróchniałych belek. Przed wymianą została zdjęta polichromia z cienką warstwą drewna a następnie przeniesiona na nowy materiał. Ikonostas i inne elementy wyposażenia zostały zabrane do MBL w Sanoku, gdzie są eksponowane.

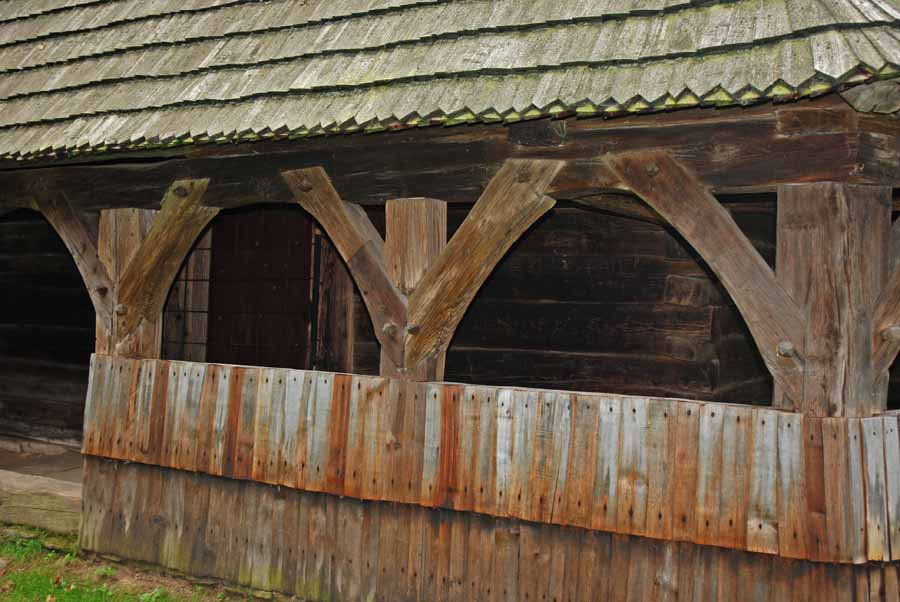
Przedsionek na słupach z mieczami
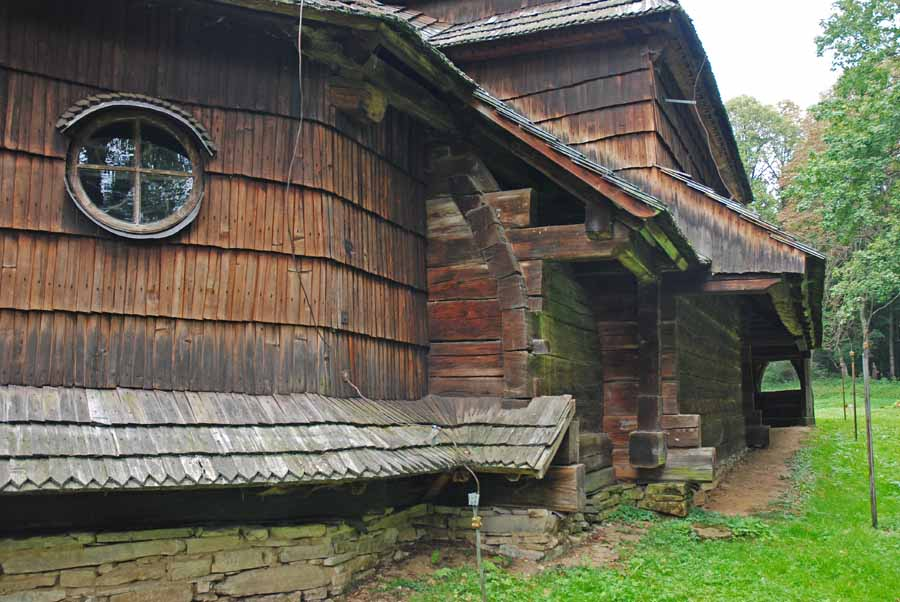
Zrębowa konstrukcja prothesis
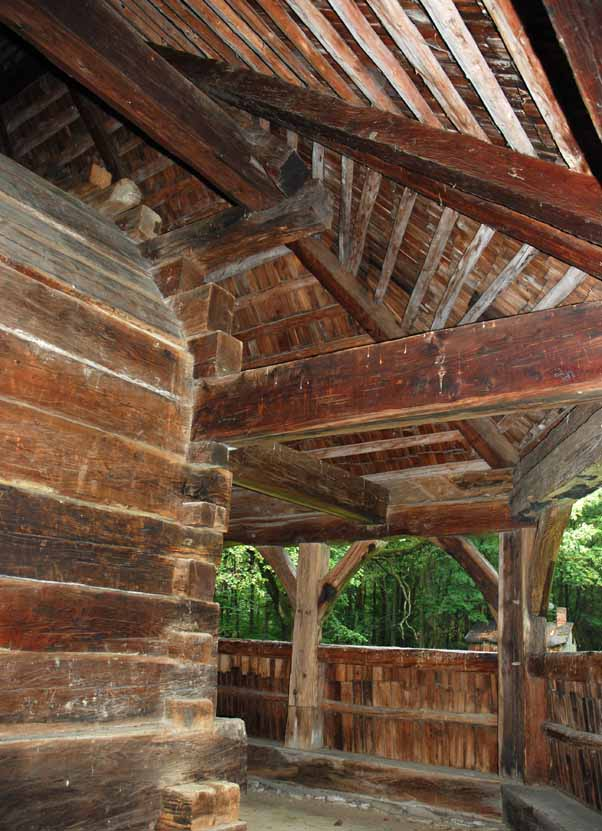
Zrąb babińca i więźba
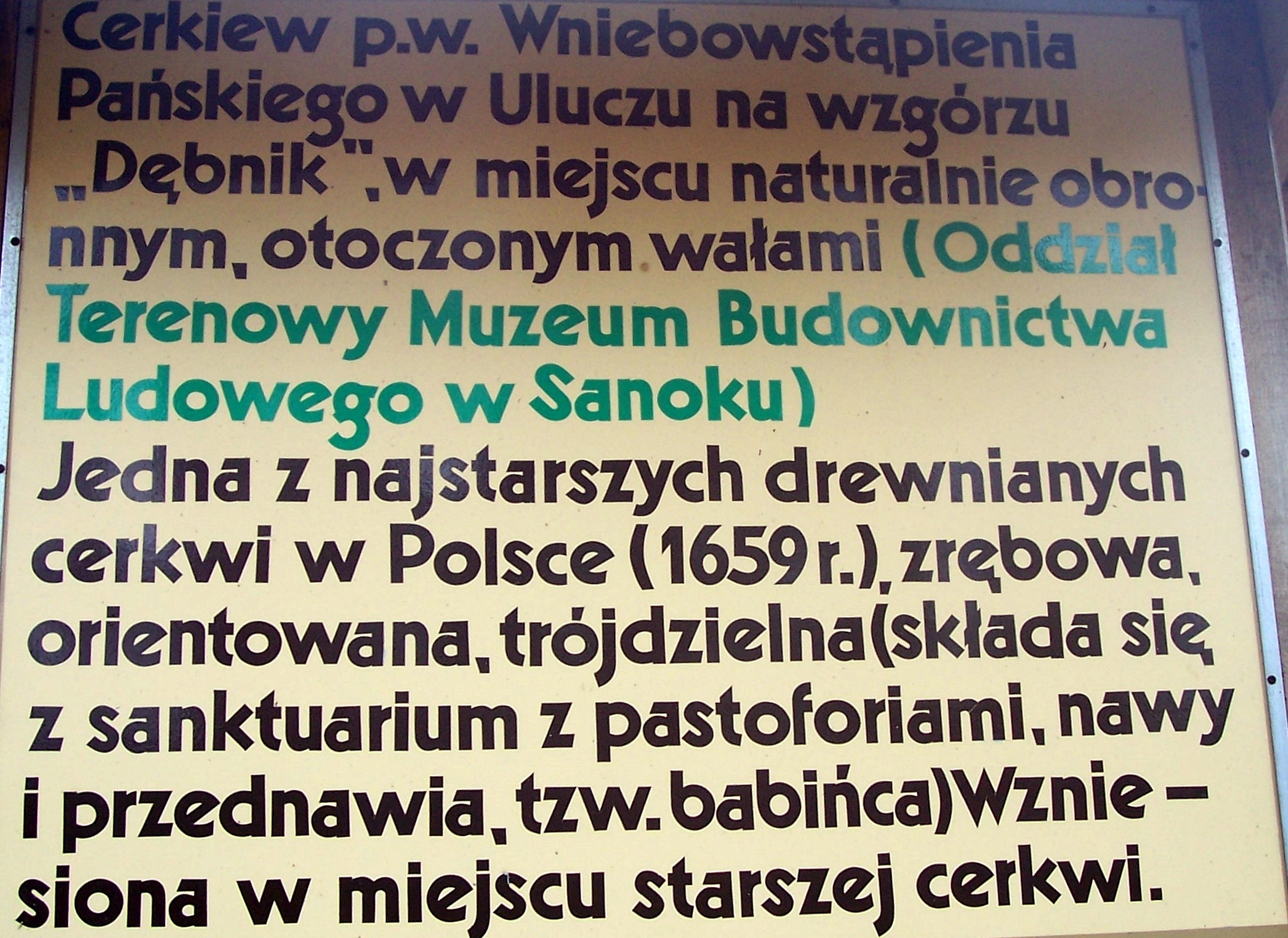
Tabliczka informacyjna
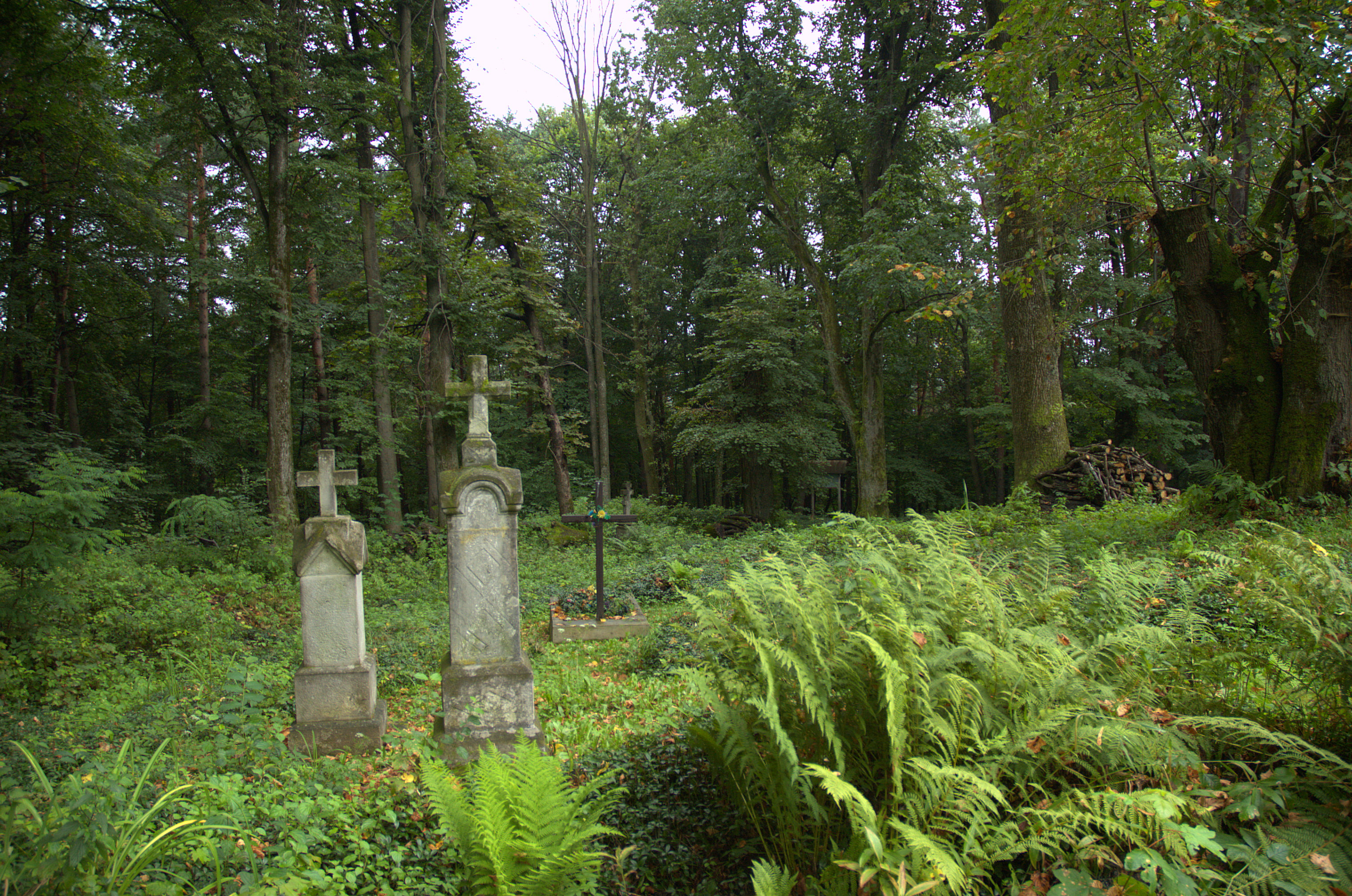
Cmentarz przy cerkwi
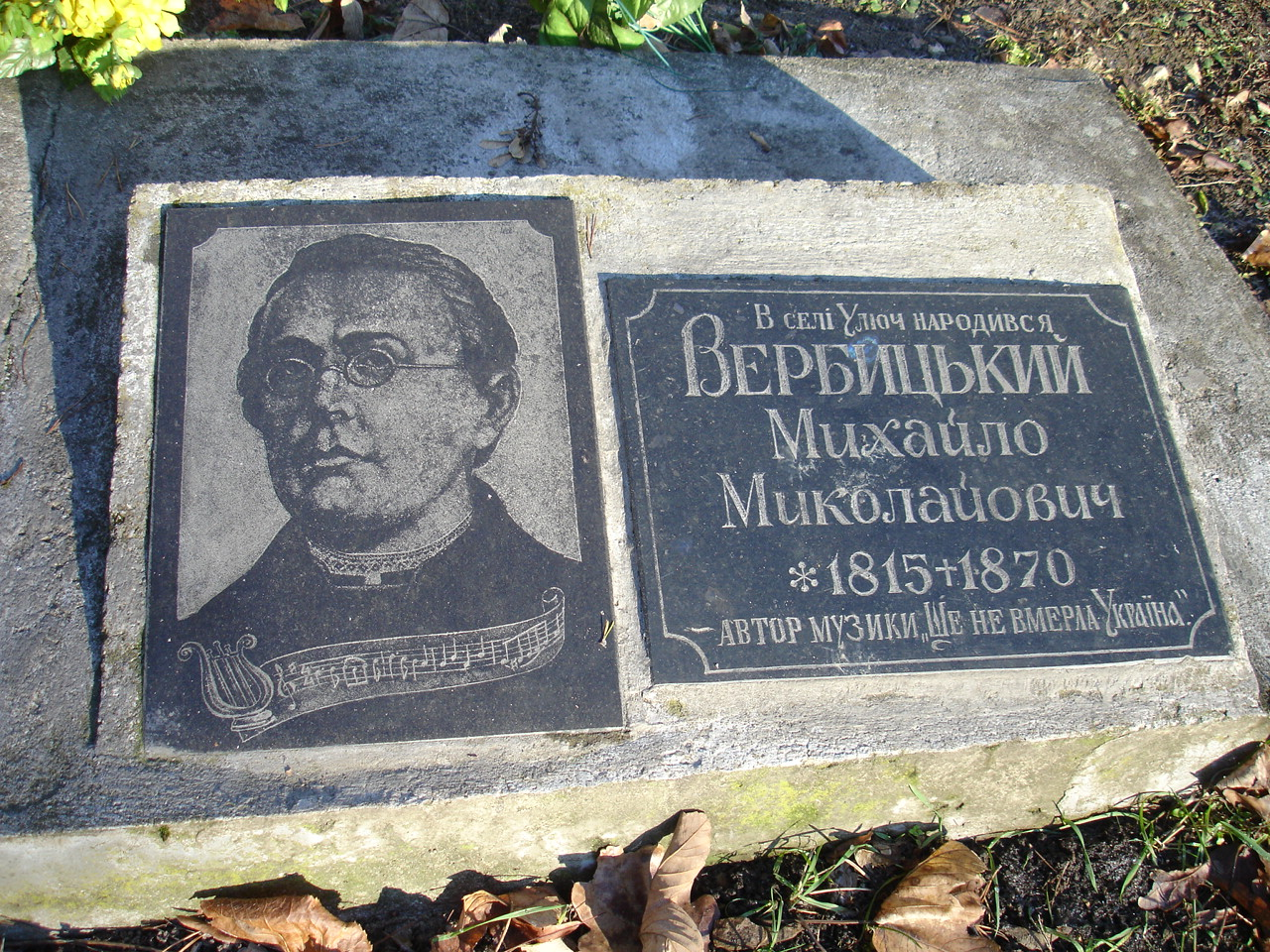
Tablica ku czci Michała Werbyckiego

## Otoczenie cerkwi
Na cmentarzu grzebalnym w pobliżu cerkwi zachowało się kilka starych, kamiennych nagrobków. Na krawędzi wypłaszczenia odnaleźć można resztki muru obronnego. W 1990 przed cerkwią umieszczono tablicę poświęconą księdzu Michałowi Werbyckiemu, autorowi muzyki do pieśni Szcze ne wmerła Ukrajina (Ще не вмерла Україна), hymnu narodowego Ukrainy.
Obecnie cerkiew jest oddziałem terenowym Muzeum Budownictwa Ludowego w Sanoku.

## Upamiętnienie
5 marca 1974 roku Poczta Polska wydała znaczek przedstawiający cerkiew w Uluczu o nominale 5,00 zł, w ramach serii o polskim budownictwie ludowym. Autorem projektu całości serii był Franciszek Winiarski.